# Jean Mairet
Jean Mairet (Besanzón, 10 de mayo de 1604 - Besanzón, 31 de enero de 1686) fue un dramaturgo francés que escribió tanto tragedias como comedias.

## Biografía
Llevó a cabo sus estudios en el Collège des Grassins en París y escribió a la edad de dieciséis años su primera pieza, Chryséide et Arimand. En 1634, produjo su obra maestra, Sophonisbe, donde introdujo la regla de tres unidades, de la cual se convirtió en defensor como resultado de una interpretación errónea de la Poética de Aristóteles. Durante la disputa del Cid, se convirtió así en uno de los opositores más encarnizados de Pierre Corneille, quien ignoró la regla de las tres unidades. Mairet redactó varios panfletos contra Corneille que fueron respondidos en varias ocasiones. La querella no cesó ni siquiera con la intervención personal del Cardenal Richelieu.
A la muerte de sus protectores, el duque de Montmorency, luego el conde de Belin, dejó de escribir piezas de teatro. En 1648, fue nombrado representante de su Franco Condado natal y negoció varios tratados, entre los cuales se encuentra un «Tratado de neutralidad entre el Franco Condado y los territorios franceses de su vecindad», ratificado el 25 de septiembre de 1651 por Luis XIV. Desterrado de París en 1653 por el Cardenal Mazarino por haber «sostenido discursos contrarios al servicio del Rey». Posteriormente, se le permitió volver, pero terminó retirándose a Besanzón en 1668. 

## Obras
- La Sylvie, tragicomedia pastoral, París, Hôtel de Bourgogne, 1621 Texto en línea
- La Silvanire, ou la Morte-vive, tragicomedia pastoral, París, Hôtel de Bourgogne, 1625 Texto en línea
- Chryséide et Arimand, tragicomedia, 1625
- Le Grand et Dernier Soliman, ou la Mort de Mustapha, tragedia, 1630 Texto en línea
- Les Galanteries du duc d'Ossonne, viceroy de Naples, París, Jeu de paume de la Sphère, comedia, 1632
- La Virginie, tragicomedia, París, Jeu de paume de la Fontaine, 1632 Texto en línea
- La Sophonisbe, tragedia, París, Théâtre du Marais, 1634 Texto en línea
- Le Marc-Antoine, ou la Cléopatre, tragedia, París, Théâtre du Marais, 1635 Texto en línea
- L'Athenaïs, ou la Fille sage, docte et vertueuse, tragicomedia, 1636 Texto en línea
- La Sidonie, tragicomedia heroica, 1637 Texto en línea
- L'Illustre Corsaire, tragicomedia, 1637 Texto en línea 1 2
- Le Roland furieux, tragicomedia, 1638
- Sophonisbe, tragedia de Mairet, reparado a nueve, corregido y aumentado por Voltaire, 1770 Texto en línea
- Théâtre complet, 2 vol., París : H. Champion, 2004-2008

Varios
- Discours à Cliton sur les Observations du Cid, avec un traité de la disposition du poème dramatique et de la prétendue règle de vingt-quatre heures, 1637 Texto en línea
- Épistre familière du Sr Mayret au Sr Corneille, sur la tragi-comédie du Cid. Responce à l'eamy du Cid sur ses invectives contre le sieur Claveret, 1637
- Nouvelles Œuvres de feu Mr Théophile, composées d'excellentes lettres françoises et latines, soigneusement recueillies, mises en ordre et corrigées par Mr Mayret, 1647 Texto en línea